# 迈克尔·基恩
迈克尔·文森特·基恩（英語：Michael Vincent Keane，1993年1月11日—）出身曼联青訓系統，是一位英格蘭足球運動員，在場上司職中后卫，现效力於英超球隊艾佛頓，并代表英格兰国家队參加国际比賽。
迈克尔·基恩的双胞胎兄弟也曾效力于曼联，司职前鋒。

## 生平
基恩出生于大曼彻斯特地区小城斯托克波特，从曼联青训学院逐级晋升。虽然基恩出生于英格兰，但是由于是爱尔兰后裔，所以曾代表爱尔兰青年队比赛，不过2012年后又开始代表英格兰青年队，并且帮助球队打入欧洲U-19锦标赛半决赛。基恩先後獲租借至英冠的莱斯特城、打比郡和布力般流浪汲取上陣機會。
2014/15年球季於首次為曼聯一隊在英超上陣對新特蘭後，於2014年9月2日獲外借到般尼至翌年1月。
2015年1月8日，米高堅尼永久轉會至般尼，但無透露轉會費。
2017年7月2日，米高堅尼轉會至埃弗顿，轉會費為£30m。
2017年10月，米高堅尼參加英格蘭國家隊為在2018年世界盃預選賽對陣斯洛維尼亞的訓練時因失手，訓練用藥球打中法新社記者攝影師奧利·格林伍德，令其價值10000英鎊的攝影器材損壞，最終由英格蘭足總承擔有關損失。米高堅尼也向該記者致歉。
2020年8月30日，米高堅尼与埃弗顿签订了一份到2025年的新合同。

## 外部連結
- Soccerway資料庫：迈克尔·基恩
- 迈克尔·基恩－UEFA國際賽競賽紀錄
- 足球数据库：迈克尔·基恩的球员统计数据
- 迈克尔·基恩 （页面存档备份，存于） @ ManUtd.com